# 歐馬克
沈子煜（1982年11月22日—），藝名歐馬克，暱稱馬克。政治大學外交系畢業，電台DJ、金鐘司儀、配音員。

## 個人生活
18歲時選秀進入飛碟電台當DJ，與瑪麗主持深夜廣播節目《青春點點點》，該節目在2017年結束後，2人轉往數位平台YouTube、Podcast另闢新節目《馬克信箱》，並且每年舉辦「青春點點點追思會」。2018年3月21日登記結婚。
2017年與瑪麗一起出版《為青春出發：馬克瑪麗的歐遊點點點》。 2022年出版《親愛的馬克瑪麗 Re: 是不是每個男人都這樣？》。
金鐘司儀
．2024年第59屆節目金鐘獎
．2023年第58屆節目金鐘獎
．2022年第57屆節目金鐘獎
．2018～2021年第53～56屆金鐘獎

#### 走鐘獎
| 年份 | 節目                    | 頻道       | 備註       |
| ---- | ----------------------- | ---------- | ---------- |
| 2020 | 《第2屆走鐘獎星光大道》 | 上班不要看 | 搭檔吳瑪麗 |
| 2021 | 《第3屆走鐘獎星光大道》 | 上班不要看 | 搭檔吳瑪麗 |
| 2022 | 《第4屆走鐘獎星光大道》 | 上班不要看 | 搭檔吳瑪麗 |

#### 文字著作
| 出版日期      | 書名                                               | 出版社   | ISBN               |
| 2015年8月10日 | 為青春出發：馬克瑪麗的歐遊點點點                   | 啟動文化 | ISBN 9789869166072 |
| 2022年9月30日 | 親愛的馬克瑪麗 Re：是不是每個男人都這樣？          | 三采文化 | ISBN 9789576588884 |
| 2024年5月1日  | 親愛的馬克瑪麗2：Re:上班難、做人更難，我該怎麼辦？ | 三采文化 | ISBN 9786263583153 |

#### 演唱會
| 場次 | 日期           | 國家／地區 | 城市   | 場館            | 備註 |
| ---- | -------------- | ---------- | ------ | --------------- | ---- |
| 1    | 2023年12月29日 | 臺灣       | 新北市 | Zepp New Taipei |      |
| 2    | 2023年12月30日 | 臺灣       | 新北市 | Zepp New Taipei |      |